# Paulus-Plakette
Die Paulus-Plakette ist die nach dem Apostel Paulus und Patron des Doms zu Münster benannte Auszeichnung, die vom Bistum Münster durch den jeweiligen Diözesanbischof für Verdienste um das Bistum vergeben wird. Sie wurde erstmals 1968 verliehen. Die Gestaltung der Plakette erfolgte durch Professor Hein Wimmer aus Köln.

## Preisträger (Auswahl)
- Barbara Aland, Theologin (1998)
- Walter Bader (1983)
- Ruth Betz, Stadtheimatpflegerin[2] (2008)
- Stephan Billen, Leiter des Kinder- und Jugendchores Hl. Johannes der Täufer in Bedburg-Hau (2022)
- Klaus Bußmann, Kunsthistoriker (1993)
- Harald Deilmann, Architekt
- Nanda Herbermann, Schriftstellerin, aktiv im Widerstand gegen den Nationalsozialismus (1973)
- Gottfried Hasenkamp, Schriftsteller (1975)
- Nanda Herbermann, Autorin[3]
- Inge Junklewitz für ihr Engagement in der Katholischen Frauengemeinschaft Deutschlands (2008)
- Josef Kloppenborg, ausgeschiedener Geschäftsführer der Heimvolkshochschule (HVHS) Haltern am See[4]
- Wilhelm Kohl (2009)[5]
- Heribert Meffert, Wirtschaftswissenschaftler, Professor an der Westfälischen Wilhelms-Universität (2006)
- Norbert Moormann, Moderator des Pastoralrats im Offizialatsbezirk Oldenburg (2008)[6]
- Hugo Pottebaum, Politiker, Lehrer
- Günter Scholz (2011)[7]
- Bernhard Schulte, Pädagoge
- Christel Stibi-Bergmann, Vorsitzende des Caritasverbands Geldern-Kevelaer (2006)[8]
- Raymund Streitenberger[9]
- Johanne Walhorn, Rechtsanwältin und Notarin (1993)
- Bernhard Winkelheide, Politiker, Mitgründer des Christlichen Gewerkschaftsbundes